# Sund, Åland
Sund este o comună din Finlanda.